# 環球市

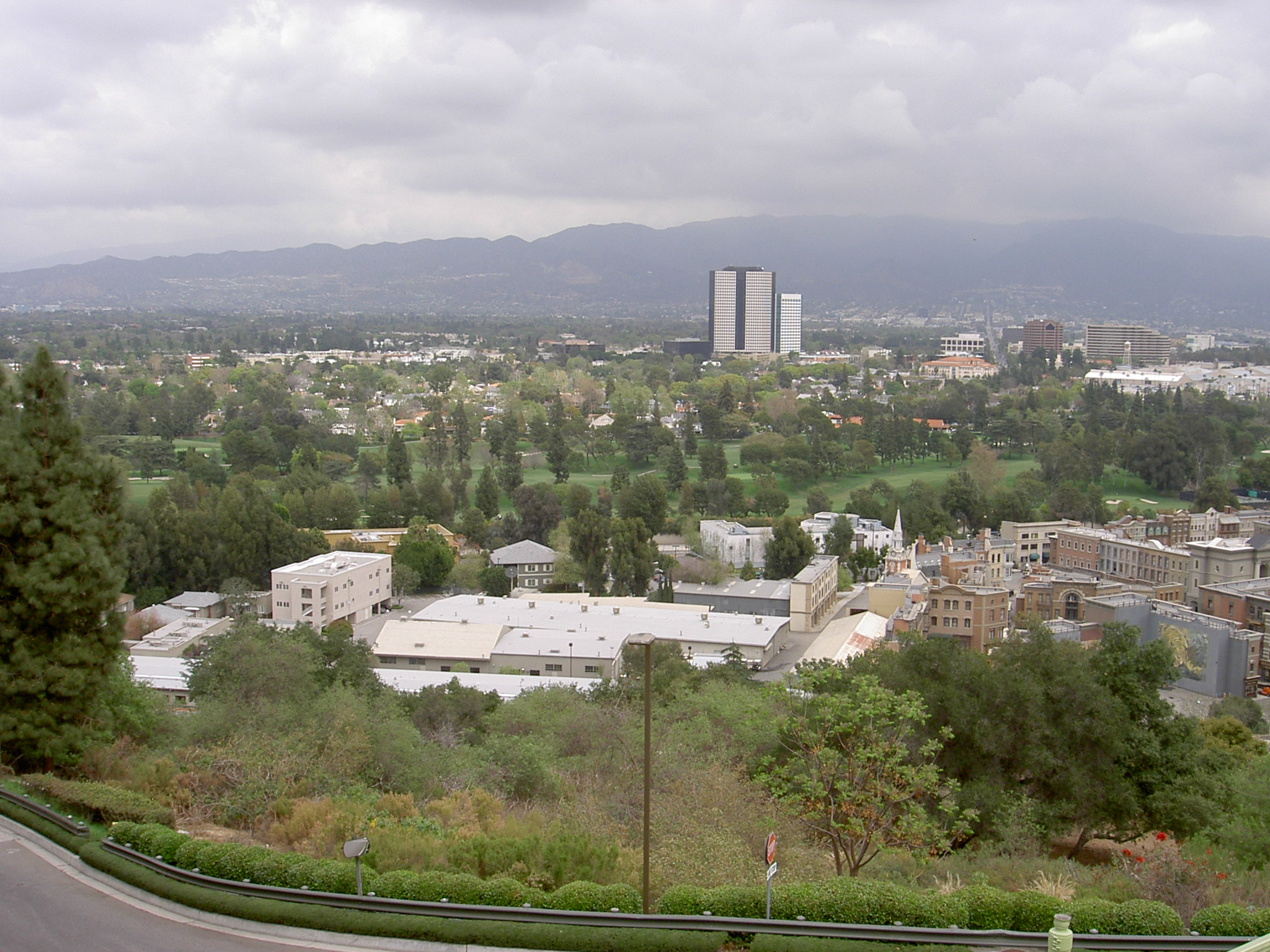
View across Universal City, with Burbank studio district in background

環球市（Universal City）是一個位於加利福尼亞州洛杉磯市聖費爾南多谷區域內的一個未建制區域。1.7平方公里（415英畝）的範圍是由美國六大片廠之一的環球影業所擁有。其中70%的土地屬於未建制區域，不需受洛杉磯市的稅賦和行政法規管轄（為了簡化建築核准流程，區域內設有一處建築許可辦公室）。
位於環球市境內的場所包括好萊塢環球影城主題樂園、環球城市大道購物和娛樂中心，以及環球影業的製片廠、場景和後廠等設施。在洛杉磯市境內的場所包括環球市廣場10號，是一棟36層樓高的辦公大樓，為環球和NBC所有；以及環球影城喜來登飯店和環球影城希爾頓飯店。洛杉磯地鐵紅線的環球市站位於環球市廣場10號對面。
環球城市大道中設有一間洛杉磯郡警察局的分局，此外也包括全美唯一一間位在私人土地上的政府出資消防隊。洛杉磯郡消防局的51分隊（Station 51）對於環球市十分重要，51分隊也是電視影集《Emergency!》的故事背景所在。
環球市的郵遞區號是91608，其電話區碼為818。

## 政府和基礎建設
環球市的消防是由洛杉磯郡消防局提供。
洛杉磯郡警察局（LASD）在西好萊塢設有西好萊塢分局。此外，在環球城市大道內亦設有一座支局。 在1993年夏季之前，該支局是設立在一輛停放於影城導覽遊園車停車場內的拖車上。在環球城市大道開幕後，該支局也跟著搬遷到設施中。

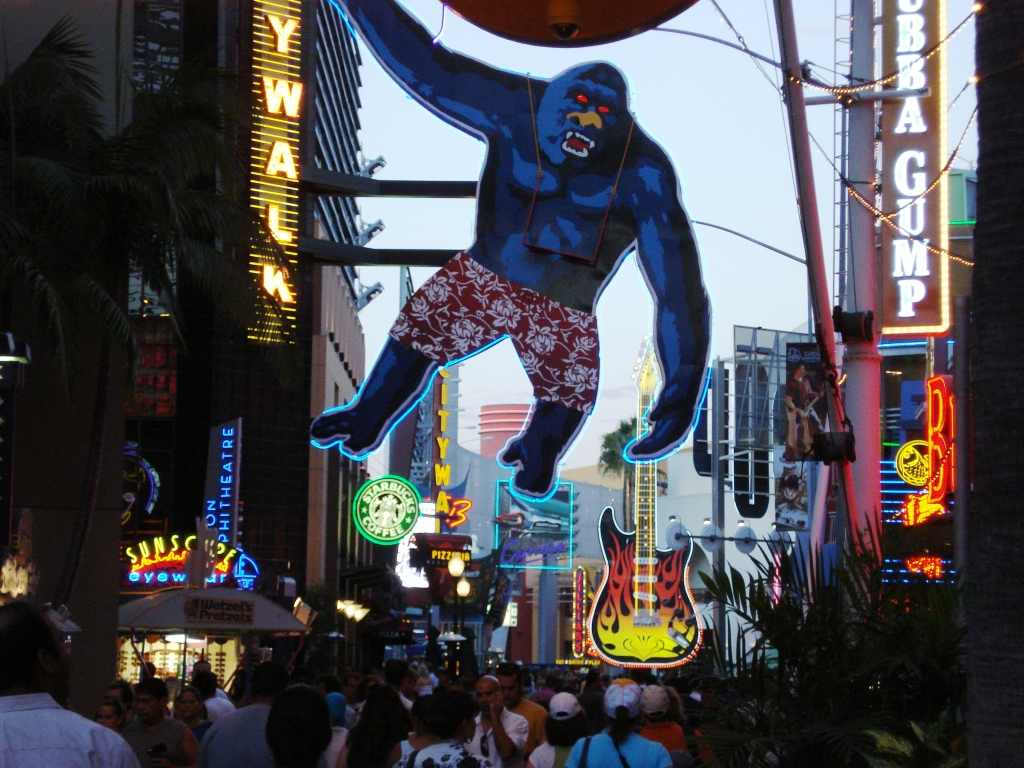
位於環球市內的環球城市大道。